# Avião de papel

Exemplo de um avião de papel.

O avião de papel é um brinquedo feito, em geral, de uma única folha de papel, normalmente sem cortes e sem o uso de colas ou adesivos, utilizando-se apenas a técnica de dobraduras. Por isso, a prática de construção de aviões de papel é muitas vezes referida como origami.

## Origem
A origem dos aviões de papel é normalmente atribuída à China Antiga, embora haja evidência de que foi concomitantemente aperfeiçoado e desenvolvido no Japão onde é conhecido como 紙飛行機 (kami hikōki; kami=papel, hikōki=avião).

## Curiosidades
- O maior lançamento simultâneo de aviões de papel realizou-se no Porto, no dia 2 de Novembro de 2007. Foram lançados 12.672 aviões de papel no estádio do Dragão do Futebol Clube do Porto.[1]
- Em 2023, um avião de papel, produzido com eucalipto português pela Navigator, conquistou o recorde mundial de distância com um voo de 88 metros, num evento em Crown Point, nos EUA.[2]